# Achnophora
Achnophora – rodzaj roślin z podrodziny Asteroideae w obrębie rodziny astrowatych (Asteraceae). Jest to takson monotypowy, obejmujący tylko gatunek Achnophora tatei F.Muell. Występuje w Australii, gdzie jest jednym z kilkudziesięciu endemicznych gatunków z flory Wyspy Kangura.